# إسلام آباد غنبد
إسلام‌ أباد غنبد (بالفارسية: اسلام‌آباد) هي قرية تقع في غلستان في إيران. يقدر عدد سكانها بـ 1,412 نسمة .